# Luisa F. Márquez
Luisa F. Márquez (Venezuela, 16/01/1975) es una ejecutiva venezolana, actualmente directora general de Oracle, en Perú. Se graduó de la carrera de Informática en la Universidad Central de Venezuela (UCV) y posee amplia experiencia en el área de ventas.

## Carrera
Luisa Márquez es una ejecutiva de nacionalidad venezolana y especialista en el área comercial de empresas ligadas al rubro de Tecnologías de la Información. Cursó la carrera de Computación en la Universidad Central de Venezuela (UCV) en 1999.
El mismo año, Luisa Márquez ingresó a Oracle como eTalent para realizar su pasantía y práctica laboral. Posteriormente, ocupó varios cargos en la compañía, desde el área de preventas hasta ventas propiamente y fue en 2012 cuando Luisa asume el reto de tomar el mando de la empresa en Venezuela, durante por 3 años. Durante junio del 2015, la ejecutiva asumió la función de directora general de Oracle en Perú.
Luisa Márquez es a menudo convocada para conversar de su experiencia profesional en diversos foros y paneles de expertos. En noviembre del 2018, la ejecutiva participó en el evento "El papel de las mujeres en el ambiente digital y su influencia social", el cual fue realizado por la Facultad de Comunicación de la Universidad de Piura (UDEP). En aquella instancia, ella expuso las claves sobre el relevante papel de la mujer en el mercado de tecnología.
Oracle Women Leadershiop, iniciativa global para promover e incentivar el rol de las mujeres en los países. Luisa es responsable ejecutiva en la subsidiaria ejecutiva de Perú, para desarrollar y promover la mujer en las TIC. Dentro de este rol, Luisa genera estrategias para que las mujeres tengan mayor protagonismo en la industria TIC y crezcan como profesionales destacadas. 
Luisa es fanática y practicante de Vóley desde los 7 niños. Participó en torneos colegiales y de alta competencia y fue parte de la selección Nacional de Venezuela durante varios años. Aún practica regularmente este deporte y le ha permitido generar equipos de alto rendimiento, disciplinados y enfocados en la estrategia y consecución de las metas establecidas.

## Premios
Reconocimiento regional:
| Empresa | Premio                          | Año  |
| Revista TIC Latam (enlace roto disponible en Internet Archive; véase el historial, la primera versión y la última). | "Mujer TIC 2019 Cono norte"     | 2019 |
| Revista TIC Latam (enlace roto disponible en Internet Archive; véase el historial, la primera versión y la última). | "Mujer TIC 2019 América Latina" | 2019 |

## Reconocimientos
- Bajo la gestión de Luisa Márquez, Oracle fue elegida por los peruanos en 2015, 2016, 2017 como una de las 15 mejores empresas para trabajar en Perú,[10][10][11] de acuerdo con el anuario Great Place to Work. En 2018 Oracle es parte del top 5 en el país y hoy Oracle figura entre los mejores lugares para trabajar en el país.[12] Estos mismos reconocimientos los recibió de 2012 a 2015 cuando fue Gerente General de Oracle Venezuela.
- Luisa Márquez escribe artículos sobre innovación y tecnología para un blog dentro del diario Gestión, del Grupo El Comercio, además de redactar publicaciones para diferentes medios de comunicación locales, entre ellos TIC News, destacando las mejoras sobre los procesos, el aumento de eficacia y economía de los costos servicios en la nube.[13][14][15]
- Luisa ha recibido más de 10 premios de alto nivel en Oracle, algunos regionales y otros globales, por su buen desempeño en ventas, en desempeño y como modelo a seguir por su liderazgo y cumplimiento de metas.

| Great Place to Work | Oracle Peru - Great Place to Work (Top 5 en 2018) | 2015 al 2018 |
| Great Place to Work | Oracle Venezuela - Great Place to Work            | 2012 al 2015 |